# 新井良作

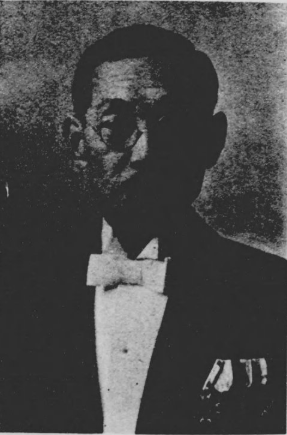
新井 良作

新井 良作（あらい りょうさく、1879年（明治12年）7月14日 - 1939年（昭和14年）8月12日）は、明治から昭和時代前期の政治家。官選初代熊谷市長。

## 経歴
熊谷町に生まれる。1902年（明治35年）3月に埼玉県大里郡書記、1914年（大正3年）3月に第二課長、1921年（大正10年）6月に熊谷町助役を経て、1929年（昭和4年）10月に同町長に就任する。1933年（昭和8年）5月21日に市制施行と同時に官選初代熊谷市長となった。
在任中は、市章の制定、市営屠場の開設、畜産の振興などを図った。また、学校看護婦制の新設、市立病院の整備、市立女学校の開設などに尽力した。
ほか、義和団の乱、日露戦争に従軍した。

## 栄典
- 1901年（明治34年）12月28日 - 勲八等白色桐葉章[1]
- 1906年（明治39年）4月1日 - 勲七等瑞宝章[1]
- 1932年（昭和7年）9月9日 - 勲六等瑞宝章[1]
- 1935年（昭和10年）3月 - 軍事功労章[1]